# たけしのポリスアカデミー
たけしのポリスアカデミー （たけしのぽりすあかでみー）は、1997年から2000年にかけてテレビ朝日系で放送されたABCテレビ（朝日放送）制作の特別番組である。
過去の有名な事件の舞台裏や最新の科学捜査から身近な防犯知識まで、様々な切り口で警察と事件を取り上げた。基本的にはバラエティ番組ではあるが、独自の実験や元関係者の協力によるリアルな内容が特色の番組だった。

## 放送リスト
- 第1回・1997年12月23日20:00（JST）から
- 第2回・1998年12月15日20:00（JST）から
- 第3回・1999年4月6日20:00（JST）から
- 第4回・2000年4月4日19:54（JST）から

## 司会
- ビートたけし
- 麻木久仁子（第2回から）

## ゲスト
- 第1回
  - 下川辰平
  - 名取裕子
  - 三浦洋一
  - ラサール石井
  - 南野陽子
  - 松村邦洋
- 第2回
  - 渡哲也
  - 藤岡弘、
  - ガダルカナル・タカ
  - 松村邦洋
  - 井上晴美
- 第3回
  - 渡哲也
  - 古尾谷雅人
  - ガダルカナル・タカ
  - 松村邦洋
  - さとう珠緒
- 第4回
  - 下川辰平
  - 舘ひろし
  - 袴田吉彦
  - さとう珠緒
  - モロ師岡

## 内容

### 第1回
- 数百人の指名手配犯を逮捕した場当たり捜査の達人や電話逆探知の音声分析の名人など、犯罪捜査の職人芸にスポットを当てる。またアメリカ連邦捜査局（FBI）のプロファイリング手法も紹介された。

### 第2回
- 捜査のプロをスタジオに招き、刑事役の多い渡哲也らがプロの技に挑戦。元捜査1課の刑事や検死官が登場しドラマ仕立てで推理クイズを行った。またあさま山荘事件で活躍した警察犬アルフ号の特集もあった。

### 第3回
- 三億円事件の特集では捜査に参加した元刑事をゲストに招き、実際の現場での実験などから独自の説を展開する。また復顔術の特集や、前回好評の推理クイズなどを行った。

### 第4回
- グリコ・森永事件やマリリン・モンローの検死官によるケネディ大統領暗殺事件の謎など歴史上の事件に迫る。またゲストの下川辰平がハイテク刑事ロボに扮してクイズを出題、刑事ドラマと現実の違いを解説する。

## スタッフ
- ナレーター：小林清志、垂木勉 ほか
- 構成：関秀章 ほか
- 技術：ビデオスタッフ、ニューテレス、セイビン映像研究所
- 編集・ＭＡ：ジャパンヴィステック
- 音響効果：大山豊
- 美術：フジアール
- 制作スタッフ：小川秀三郎、藤保修一 ほか
- ディレクター：望月一挟、加藤秀章 ほか
- 演出：鈴木コーイチ
- プロデューサー：岡野均（ABC）、菊池俊一・竹下寧（テレコムスタッフ）、梅本満（イースト）
- 企画協力：オフィス北野
- 制作協力：テレコムスタッフ、イースト
- 制作：ABC